# Hans Werner Niesner
Hans Werner Niesner (* 8. September 1947) ist ein deutscher Badmintonspieler und -trainer.

## Spielerkarriere
Hans Werner Niesner gewann nach zahlreichen niedersächsischen Titeln 1980 die Austrian International zusammen mit Harald Klauer. In der Badminton-Bundesliga spielte er von 1977 bis 1982, wobei sich das Team des VfL Wolfsburg 1980 den Vizemeistertitel sichern konnte.

## Sportliche Erfolge
| Saison    | Veranstaltung                        | Disziplin    | Platz | Name                                                                      |
| --------- | ------------------------------------ | ------------ | ----- | ------------------------------------------------------------------------- |
| 1969/1970 | Deutsche Einzelmeisterschaft U22     | Mixed        | 2     | Hans-Werner Niesner / Ilse Brigitte Riekhoff (VfL Wolfsburg / VfB Lübeck) |
| 1974/1975 | Niedersächsische Einzelmeisterschaft | Herreneinzel | 1     | Hans Werner Niesner (VfL Wolfsburg)                                       |
| 1974/1975 | Deutsche Hochschulmeisterschaften    | Mixed        | 1     | Hans Werner Niesner / Marie-Luise Schulta (TU Braunschweig / Münster)     |
| 1975/1976 | Deutsche Hochschulmeisterschaften    | Herreneinzel | 1     | Hans-Werner Niesner (TU Braunschweig)                                     |
| 1975/1976 | Deutsche Hochschulmeisterschaften    | Mixed        | 1     | Hans Werner Niesner / Marie-Luise Schulta (TU Braunschweig / Uni Münster) |
| 1975/1976 | Niedersächsische Einzelmeisterschaft | Herrendoppel | 1     | Hans Werner Niesner / Peter Kretschmer (VfL Wolfsburg)                    |
| 1975/1976 | Niedersächsische Einzelmeisterschaft | Herreneinzel | 1     | Hans Werner Niesner (VfL Wolfsburg)                                       |
| 1976/1977 | Niedersächsische Einzelmeisterschaft | Herrendoppel | 1     | Hans Werner Niesner / Peter Kretschmer (VfL Wolfsburg)                    |
| 1976/1977 | Niedersächsische Einzelmeisterschaft | Herreneinzel | 1     | Hans Werner Niesner (VfL Wolfsburg)                                       |
| 1977/1978 | Niedersächsische Einzelmeisterschaft | Herreneinzel | 1     | Hans Werner Niesner (VfL Wolfsburg)                                       |
| 1977/1978 | Bundesliga                           | Mannschaft   | 6     | VfL Wolfsburg                                                             |
| 1978/1979 | Niedersächsische Einzelmeisterschaft | Herrendoppel | 1     | Hans Werner Niesner / Harald Klauer (VfL Wolfsburg)                       |
| 1978/1979 | Bundesliga                           | Mannschaft   | 7     | VfL Wolfsburg                                                             |
| 1979/1980 | Bundesliga                           | Mannschaft   | 2     | VfL Wolfsburg                                                             |
| 1979/1980 | Niedersächsische Einzelmeisterschaft | Herrendoppel | 1     | Hans Werner Niesner / Harald Klauer (VfL Wolfsburg)                       |
| 1980      | Austrian International               | Herrendoppel | 1     | Harald Klauer / Hans Werner Niesner                                       |
| 1980/1981 | Bundesliga                           | Mannschaft   | 4     | VfL Wolfsburg                                                             |
| 1980/1981 | Niedersächsische Einzelmeisterschaft | Herrendoppel | 1     | Hans Werner Niesner / Rolf Würfel (VfL Wolfsburg)                         |
| 1981/1982 | Bundesliga                           | Mannschaft   | 8     | VfL Wolfsburg                                                             |
| 1981/1982 | Niedersächsische Einzelmeisterschaft | Herreneinzel | 1     | Hans Werner Niesner (VfL Wolfsburg)                                       |
| 1982/1983 | Niedersächsische Einzelmeisterschaft | Herrendoppel | 1     | Niesner / König (VfL Wolfsburg)                                           |
| 1988/1989 | Deutsche Einzelmeisterschaft O32     | Herreneinzel | 1     | Hans Werner Niesner (VfL Wolfsburg)                                       |
| 1989/1990 | Deutsche Einzelmeisterschaft O40     | Herrendoppel | 2     | Hans Werner Niesner (BV Gifhorn) / Dietmar Unser (BC Braunschweig)        |
| 1989/1990 | Deutsche Einzelmeisterschaft O40     | Herreneinzel | 2     | Hans Werner Niesner (BV Gifhorn)                                          |
| 1994/1995 | Deutsche Einzelmeisterschaft O45     | Herreneinzel | 2     | Hans Werner Niesner (BV Gifhorn)                                          |
| 1995      | Senioren-Europameisterschaft O45     | Herreneinzel | 2     | Hans Werner Niesner                                                       |
| 1995/1996 | Deutsche Einzelmeisterschaft O45     | Herreneinzel | 2     | Hans Werner Niesner (BV Gifhorn)                                          |

## Trainerkarriere
Von 1970 bis 1983 war Hans Werner Niesner als Lehrwart und Verbandstrainer des Niedersächsischen Badminton-Verbandes tätig. Ab 1974 war er am IfL der TU Braunschweig für den Wahlpflichtkurs Badminton angestellt und seit dem WS 98/99 ist er Lehrbeauftragter am Seminar für Sportwissenschaften/Sportpädagogik der TU Braunschweig und Mitglied des Niedersächsischen Landesprüfungsamtes für Lehrämter.
Seine DBV A-Trainer Lizenz erhielt Niesner im Jahr 1975.
Von 1976 bis 1983 arbeitete er als Nebenamtlicher Bundestrainer des Österreichischen Badminton-Verbandes und war direkt im Anschluss bis 1989 hauptamtlicher Bundestrainer des Deutschen Badminton-Verbandes mit
diversen Deutschen Meistertiteln, I.B.F. Grand Prix Turnier-Siegen und EM-Medaillen.
Als Senior-Coach der Europäischen Badminton-Union (1982–1995) und als Senior-Coach & I.B.F.-Expert der International Badminton Federation (1985–1995) kümmerte er sich um internationale Entwicklungsaufträge und Trainerfortbildungen weltweit.
1992 eröffnete er seine eigene H. W. Niesner Badminton Schule, mit einem umfangreichen Angebot an Ferien- und Wochenend-Camps für Spieler aller Leistungsklassen. Seit 1995 ist er verantwortlicher Cheftrainer beim Badminton-Verein Gifhorn in der Bundesliga, seit 1998 Lehrbeauftragter für Badminton am Seminar für Sportwissenschaft und Bewegungspädagogik der TU Braunschweig, seit 2013 Dozent für Badminton-Fortbildungen am Kompetenzzentrum Lehrerfortbildung der TU Braunschweig.

## Weitere Tätigkeiten
Hans Werner Niesner war neben seiner Karriere als Sportler und Trainer auch noch journalistisch tätig. Seit 1989 ist er Kommentator und Fachredakteur bei Eurosport-TV und schreibt regelmäßig Artikel für Badminton-Sport, Badminton Report Niedersachsen, die Aller Zeitung und die Gifhorner Rundschau. Des Weiteren arbeitet er als Badminton-Fachberater und im Badminton-Marketing.

## Ehrungen und Auszeichnungen
- Inhaber der Ehrennadeln von DBV+NBV für besondere sportliche Erfolge bis Deutsche Meisterschaft
- Inhaber der Goldenen Ehrennadel des LSB, der DBV-Ehrennadel und des Meritorious Service Award der I. B. F. (heute Badminton World Federation) für besondere Verdienste um den Deutschen und weltweiten Badmintonsport
- Inhaber der DBV-Ehrenplakette
- Inhaber der NBV-Ehrenplakette
- Inhaber des DBV-Ehrenrings seit 8. Juni 2024

## Veröffentlichungen
- Hans Werner Niesner, Jürgen H. Ranzmayer: Badminton" Training-Technik-Taktik, rororo Taschenbuch (1980)
- Hans Werner Niesner, Uwe Scherpen: Vom Federball zum Badminton, Eigenverlag, Düsseldorf (1988)
- Hans Werner Niesner: Badminton – Sport für Leib und Seele, Lehrvideo (1988)
- Hans Werner Niesner, Sven Andrzejewski: Badminton... Rasend schnell und doch federleicht, Lehr-DVD (2003)